# De Havilland Gipsy Queen
El de Havilland Gipsy Queen es un motor aeronáutico invertido de seis cilindros en línea con un desplazamiento de 9 litros. Fue desarrollado en 1936 por la compañía británica de Havilland con vistas a emplearlo en aparatos militares, basándose en el motor de Havilland Gipsy Six. Producido entre los años 1936 y 1950, motores Gipsy Queen todavía motorizan modelos clásicos de aviones de Havilland.

## Variantes
Nota:
Gipsy Queen I
(1936) 205 HP (152,9 kW), versión militar del Gipsy Six II. Cigüeñal estriado.
Gipsy Queen II
(1936) 210 HP (156,6 kW), versión militar del Gipsy Six II. Cigüeñal reforzado. Hélice V/P.
Gipsy Queen III
(1940) 200 HP (149,1 kW), versión militar del Gipsy Six. Cigüeñal cónico reforzado para equipar hélice de paso fijo. 1358 construidos.
Gipsy Queen IV
(1941) Versión con sobrealimentador, originalmente denominada Gipsy Queen III, denominada Gipsy Queen 50 en junio de 1944.
Gipsy Queen 30

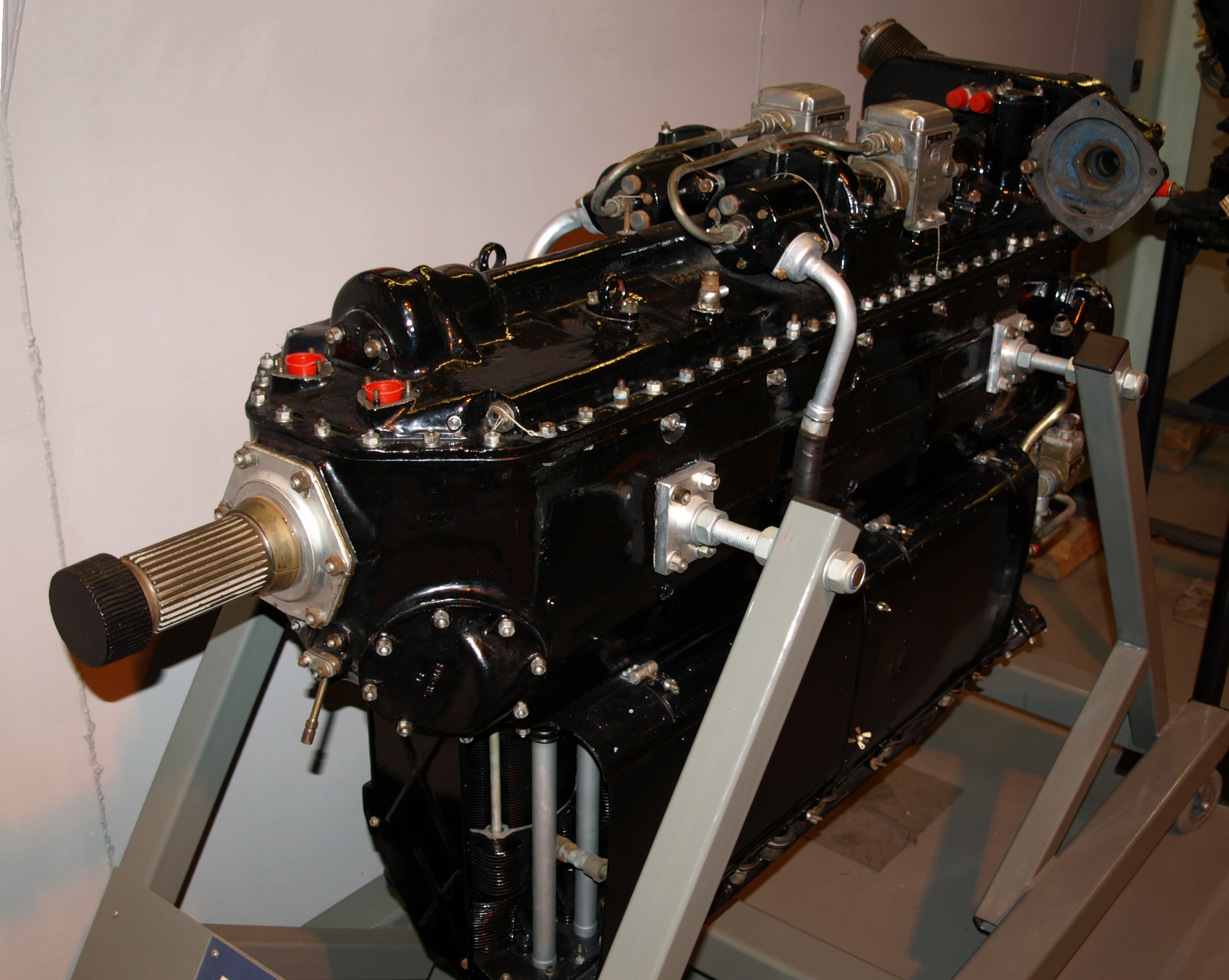
de Havilland Gipsy Queen 30 expuesto en el Fleet Air Arm Museum.

(1946) 240 HP (179 kW), 1762 construidos. Motor totalmente nuevo desde este punto: (120 mm x 150 mm = 10.18 l).
Gipsy Queen 30-2
(1946) 240 HP (179 kW).
Gipsy Queen 30-3
(1946) 240 HP (179 kW).
Gipsy Queen 30-4
(1946) 240 HP (179 kW).
Gipsy Queen 32
(1946) 250 HP (186,4 kW).
Gipsy Queen 33
Gipsy Queen 30 en configuración impulsora.
Gipsy Queen 34
Como el Gipsy Queen 30.
Gipsy Queen 50
(1944) 295 HP (220 kW), motor con sobrealimentador de una etapa. 14 construidos.
Gipsy Queen 51
295 HP (220 kW), como el Gipsy Queen 50.
Gipsy Queen 70-1
(1946) Renombrado Gipsy Six S.G, 1889 construidos. Sobrealimentado y con caja de reducción.
Gipsy Queen 70-2
380 HP (283,4 kW)3. Sobrealimentado y con caja de reducción.
Gipsy Queen 70-3
380 HP (283,4 kW). Sobrealimentado y con caja de reducción.
Gipsy Queen 70-4
340 HP (253,5 kW). Sobrealimentado y con caja de reducción.
Gipsy Queen 71
(1950) 330 HP (246,1 kW). Sobrealimentado y con caja de reducción.

## Aparatos que lo han equipado

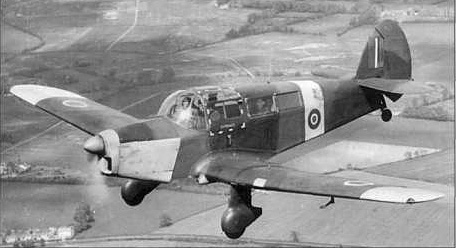
Percival Proctor.

- Airspeed Oxford
- Breda Ba.44
- Cierva W.9
- Fiat G.46 bis and G.46-2
- de Havilland Dragon Rapide
- de Havilland Dove
- de Havilland Heron
- Handley Page Marathon
- Heston A.2/45
- Miles Mentor
- Miles Merchantman
- Parnall Heck
- Percival Merganser
- Percival Prentice
- Percival Proctor
- Planet Satellite
- Scottish Aviation Pioneer
- Short Sealand
- Youngman-Baynes High Lift

## Aparatos mantenidos
De los diez de Havilland Dove motorizados con Gipsy Queen que constan en los registros británicos en 2012, tan sólo tres siguen siendo capaces de volar.

## Motores expuestos
Existen motores de Havilland Gipsy Queen expuestos en los siguientes museos:
- de Havilland Aircraft Heritage Centre.
- Evergreen Aviation & Space Museum, McMinnville (Oregón), Queen 70 Mk 2.
- Fleet Air Arm Museum, RNAS Yeovilton.
- Museo Nacional de Aeronáutica de Argentina, 1 Queen 70-3.
- Museo de la Real Fuerza Aérea Británica de Cosford.

## Especificaciones (Gipsy Queen I)
Referencia datos: Lumsden 2003, p.145.
- Tipo: Motor invertido de seis cilindros en línea
- Diámetro: 118 mm
- Carrera: 140 mm
- Desplazamiento: 9186 centímetros cúbicos
- Peso: 220 kg
- Longitud: 1587 mm
- Anchura: 513 mm
- Altura: 838 mm
- Combustible: Gasolina de 87 octanos
- Lubricación: Cárter seco
- Compresión: 6,5:1
- Admisión: Atmosférica
- Alimentación: Carburador
- Refrigeración: Aire
- Potencia: 208 hp (155 kW) a 2400 rpm

### Motores similares
- Menasco B6/B6S
- Napier Javelin
- Ranger L-440

### Listas relacionadas
- Anexo:Motores aeronáuticos